# Five Day Locker Piece
Five Day Locker Piece – performance autorstwa Chrisa Burdena z 1971 roku.

## Opis i kontekst

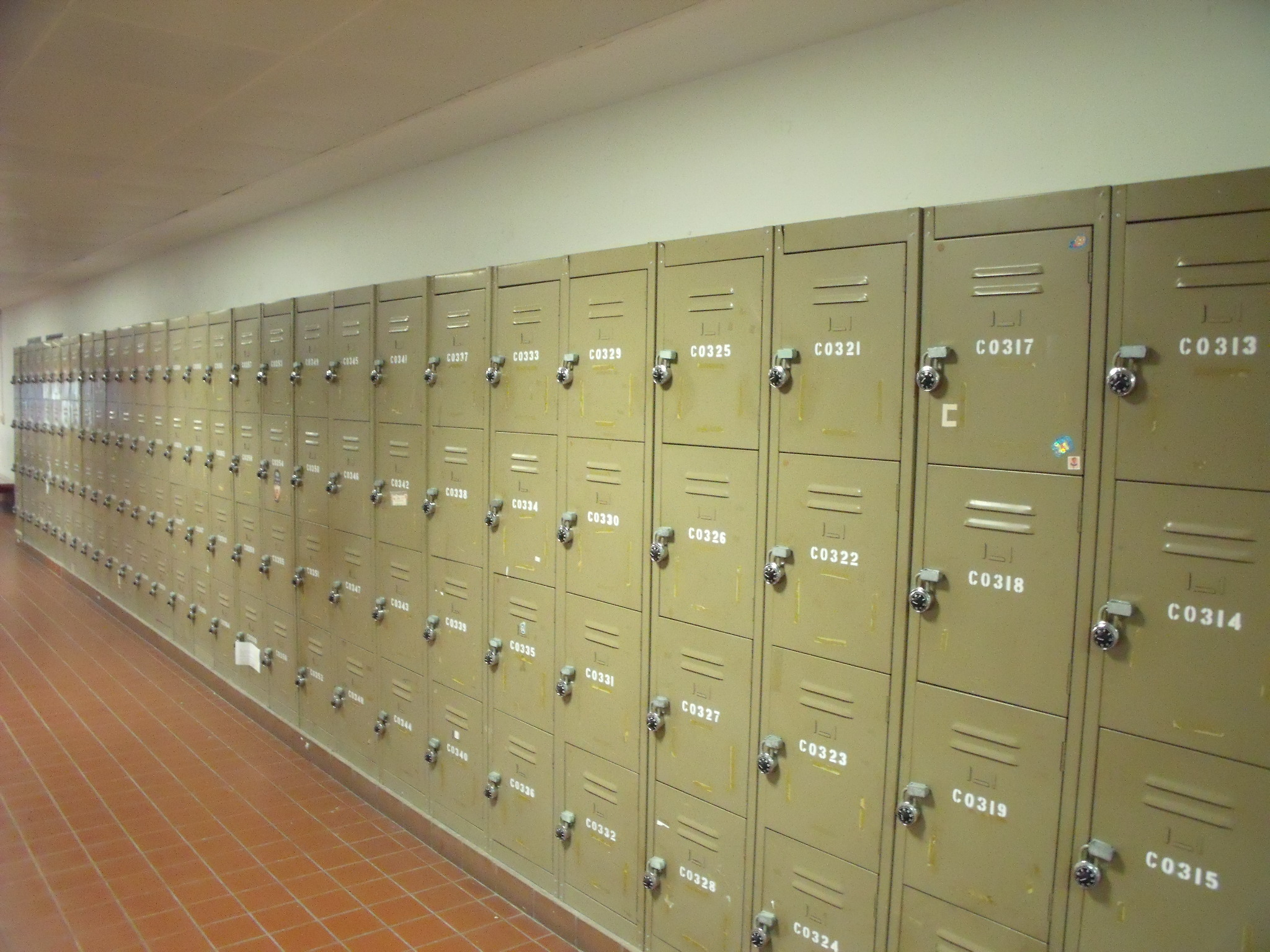
Szafki szkolne o podobnych wymiarach do tej, w której zamknął się Chris Burden. Tu: korytarz Narodowego Uniwersytetu Singapuru

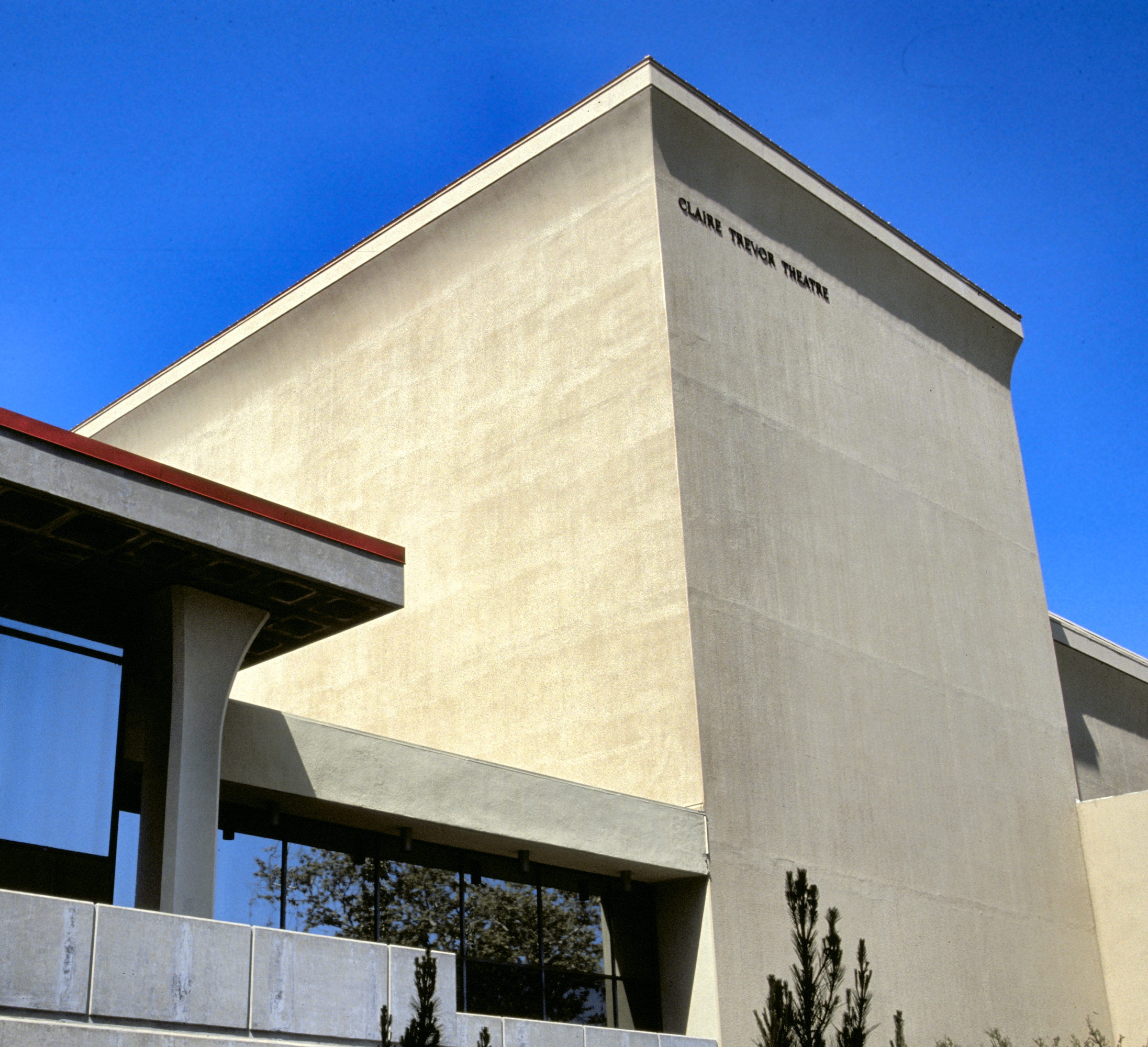
Gmach Claire Trevor School of the Arts, wydziału Uniwersytetu Kalifornijskiego w Irvine, do którego uczęszczał Chris Burden

W dniach od 26 do 30 kwietnia 1971 roku Chris Burden, ówczesny student ostatniego roku Uniwersytetu Kalifornijskiego w Irvine, na 5 dni i nocy zamknął się w szafce (ang. locker) nr 5 w szkolnym korytarzu. Szafka miała wymiary 2x2x3 stopy (ok. 60x60x91 cm) i  połączona była z dwiema 5-galonowymi butlami, z których jedna była pełna wody, a druga była pusta. Dzięki tej pierwszej, usytuowanej powyżej, Burden mógł gasić pragnienie. Druga znajdowała się poniżej, tak aby artysta mógł do niej oddawać mocz. Przygotowując się do performance'u, Burden przez kilka dni zachowywał post. Konsultował się też z lekarzami. W trakcie jego trwania, kiedy Burden był zamknięty w szafce zbyt małej, by mógł się wyprostować, nauczyciele i uczniowie na zewnątrz dyskutowali o jego wartości. W obawie przed konsekwencjami, dziekan UC Irvine rozważał przerwanie występu, ale ostatecznie pozwolił na jego dokończenie. Sprawą interesowała się też miejscowa policja. Dla Burdena był to performance w ramach jego pracy dyplomowej na tej uczelni.
Performance Burdena korespondował z rozwijającym się od lat 60. nurtem body art. W latach 60. grupa wiedeńskich akcjonistów odbywała liczne performence, których wspólnym mianownikiem było epatowanie obsceniczną brutalnością, posuniętą do granic sadyzmu, tj. w przypadku Kunst und Revolution (1968) czy Piss Aktion (1969) Otto Muehla. Wiedeńscy Akcjoniści odgrywali swoje performance z niemal religijną rytualnością. Wychodząc ze swoją sztuką na ulice, wymuszali oni konfrontację ówczesnego postwojennego pokolenia Austriaków z ich tłumionymi traumami z okresu niemieckiej okupacji. Równolegle body art rozwijał się w Stanach Zjednoczonych. Szczególnie bliskie twórczości Burdena były performance Vita Acconciego. O ile jednak dotychczasowe performance, zarówno europejskie jak i te amerykańskie, miały jakieś ogólne znaczenie, to te uprawiane przez Acconciego zdawały się mieć na celu jedynie przekraczanie kolejnych granic użycia własnego ciała w sztuce. Acconci zdawał się pytać, jak dużą krzywdę można wyrządzić własnemu ciału, zanim przekroczona zostanie granica między sztuką a autodestrukcją.
Five Day Locker, pierwszy szeroko znany performance Chrisa Burdena, podejmuje obie te narracje. Z jednej strony, artysta posunął body art do granic ascezy. Tak jak Wiedeńscy Akcjoniści uczynił z performance'u rytuał bez religii. Używał przy tym minimalistycznych środków, co odpowiadało dominującemu w rzeźbie i instalacji nurtowi minimalistycznemu. Z drugiej strony, tak jak Acconi przekraczał kolejne granice cierpienia, które można zadać swojemu ciału. Jeszcze w tym samym roku wykona prawdopodobnie swój najsłynniejszy performance jakim był Shoot.
Zdjęcia dokumentujące Five Day Locker Piece są na wyposażeniu Metropolitan Museum of Art w Nowym Jorku.